# Bugatti Type 57
El Bugatti Type 57 es un automóvil de gran turismo que fue producido por el fabricante francés Bugatti desde 1934 hasta 1939. Durante ese período, se fabricó un total de 685 unidades.
La mayoría de los Type 57 utilizaron un motor de 3.257 cc con doble árbol de levas (DOHC) basado en el del Type 49, pero altamente modificado por Jean Bugatti.
Había dos variantes básicas del Bugatti Type 57:
- El Type 57 normal
- El Type 57S

El chasis y el motor del Type 57 fueron reutilizados en 1951 para la corta producción del Bugatti Type 101.

## Type 57

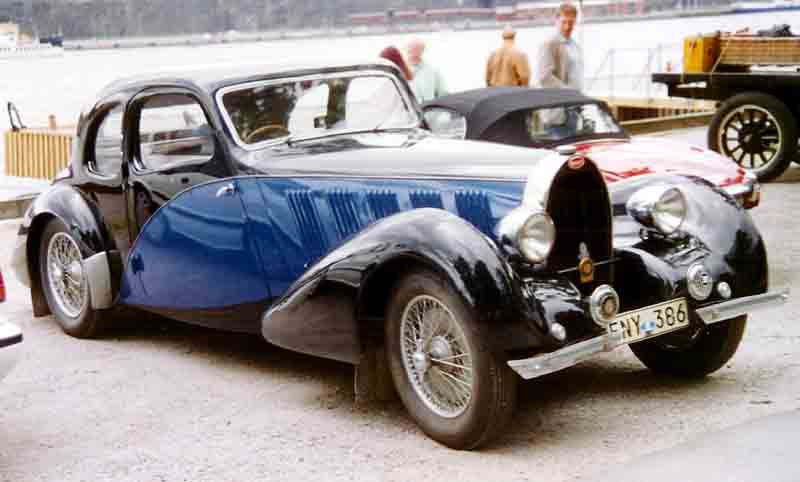
Bugatti Type 57 Coupé de 1936.

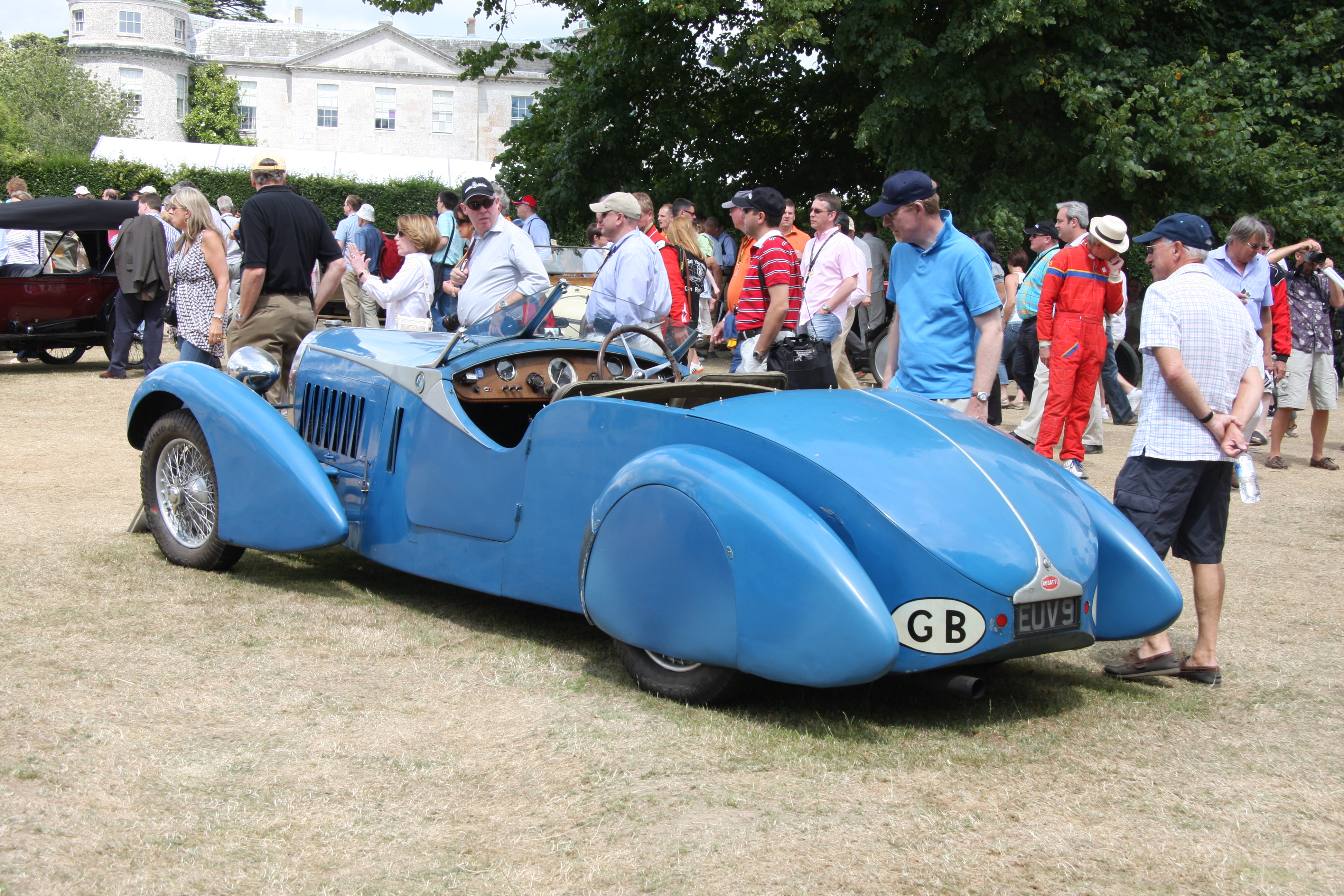
Bugatti Type 57T Tourer (1935).

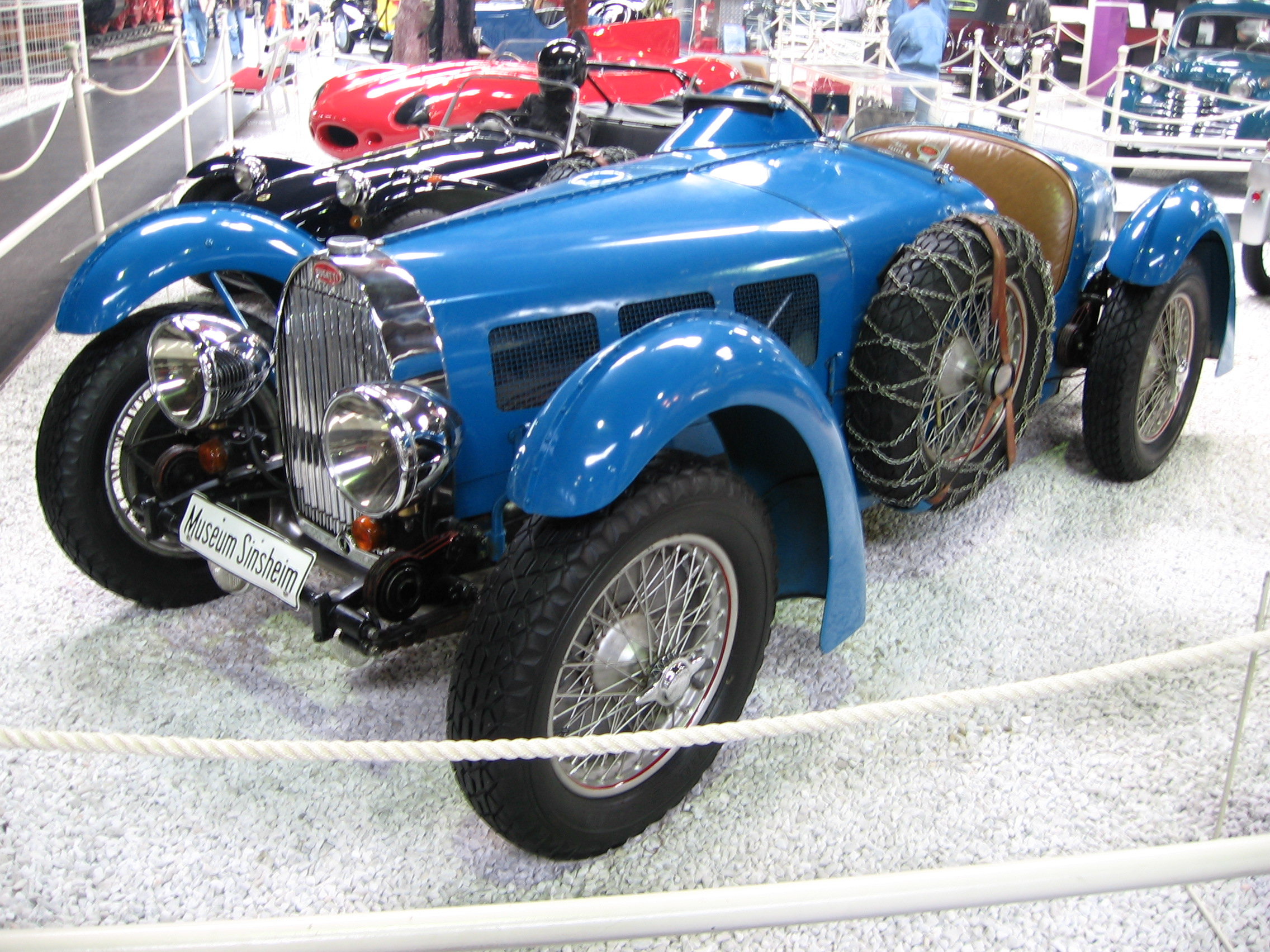
Bugatti Type 57C

El Type 57 original fue un modelo de turismo producido desde 1934 hasta 1939. Utilizaba el motor de 3,3 L (3257 cc) de los automóviles de carreras Type 59. Este motor producía 135 caballos de potencia (100 kW), permitiendo al Type 57 alcanzar una velocidad máxima de 153 km/h.
Tenía una distancia entre ejes de 3.302 mm. Las versiones de carretera pesaban aproximadamente 950 kg. En 1938 los frenos hidráulicos sustituyeron a los que funcionaban con cable, una modificación de Ettore Bugatti muy discutida. Se fabricaron 630 unidades de este modelo.
El Type 57 original de carretera incluía una versión más pequeña de la rejilla en forma de herradura del Royale. Era un coche alto, en contra de los gustos de la época.

### Type 57T
El mejorado Type 57T aumentó el rendimiento del Type 57 básico. Era capaz de alcanzar una velocidad máxima de 185 km/h.

### Type 57C
El Type 57C fue una versión de carreras construida desde 1937 hasta 1940. Compartía el motor de 3,3 L del Type 57 de carretera, pero estaba equipado con un sobrealimentador tipo Roots y producía 160 caballos de potencia (119 kW).

### Type 57C Tank
El Type 57C Tank era una versión de carreras que ganó en las 24 Horas de Le Mans en 1939. Poco después, Jean Bugatti cogió el coche ganador para realizar una prueba en la carretera Molsheim - Estrasburgo. Se desvió para evitar a un ciclista que circulaba por la carretera, pero se estrelló con el automóvil y falleció a los 30 años de edad.

## Type 57S

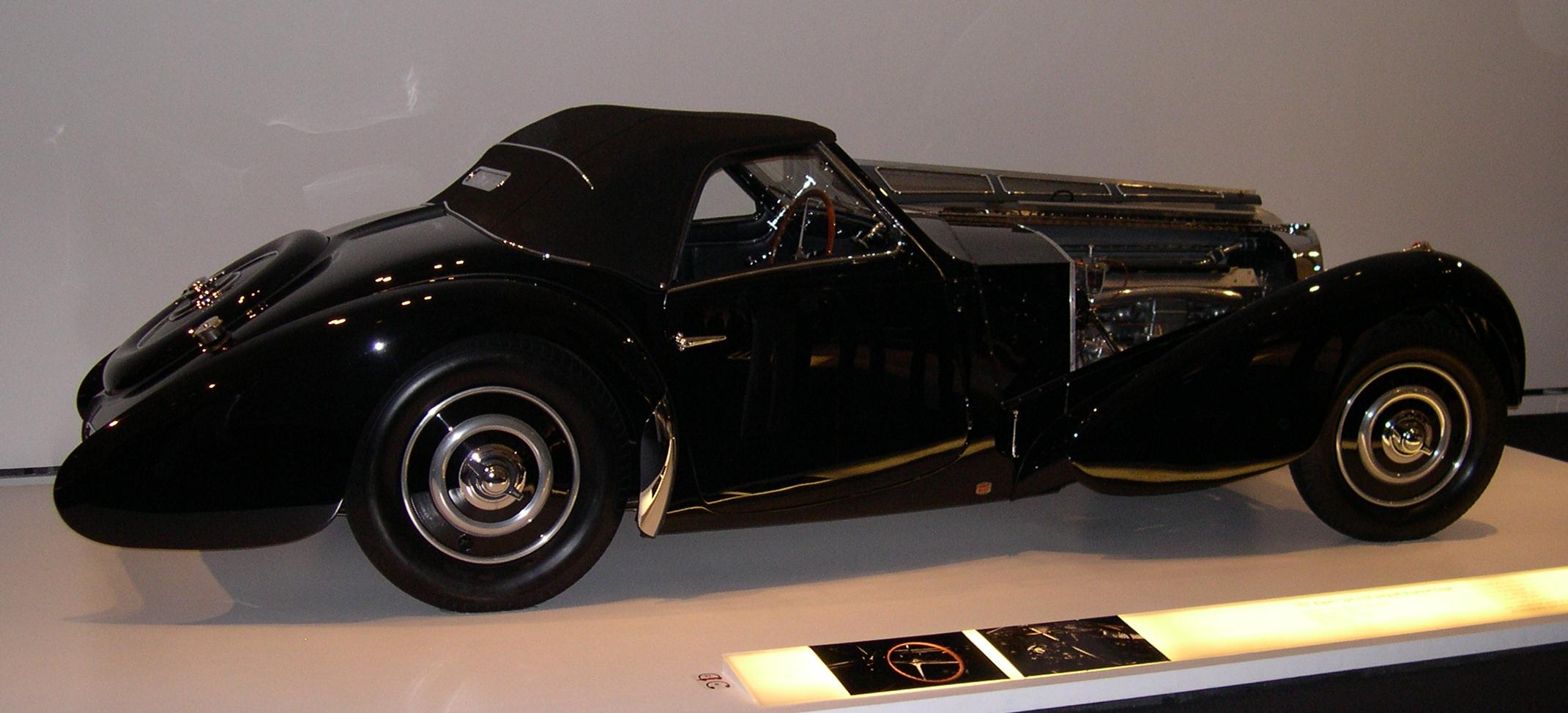
Bugatti Type 57SC Gangloff Drop Head Coupé (1937) de la colección de Ralph Lauren.

El Type 57S/SC es uno de los automóviles más conocidos de Bugatti. La «S» significa «surbaissé» («rebajado»). La parte inferior del radiador tenía forma de V, y cada lado del compartimento del motor tenía rejillas de malla. Tenía una distancia entre ejes de 2.979 mm y un peso de 950 kg.
Bajar el coche fue una labor importante. El eje trasero pasaba ahora a través del bastidor trasero en lugar de montarse debajo de él, y fue necesario un sistema de lubricación de cárter seco para encajar el motor bajo el nuevo capó. El Type 57S tenía suspensión independiente en la parte delantera, aunque a Ettore Bugatti no le gustaba esa noción.
El Type 57S era una versión deportiva propulsada por un motor de ocho cilindros en línea con 3,3 litros y doble árbol de levas. Los Type 57SC tenían el mismo motor, pero en estas versiones desarrollaba más potencia gracias a un sobrealimentador. Solo fueron construidas 43 unidades del Type 57S entre 1936 y 1938. El catálogo de carrocerías incluía varias versiones del Coupé Ventoux, el sedán Galibier, el Stelvio cabriolet, el Atlantic y el Atalante. El Atlantic y su derivado, el Atalante, fueron producidos con carrocería cupé de dos puertas.

### El Atlantic y el Aérolithe

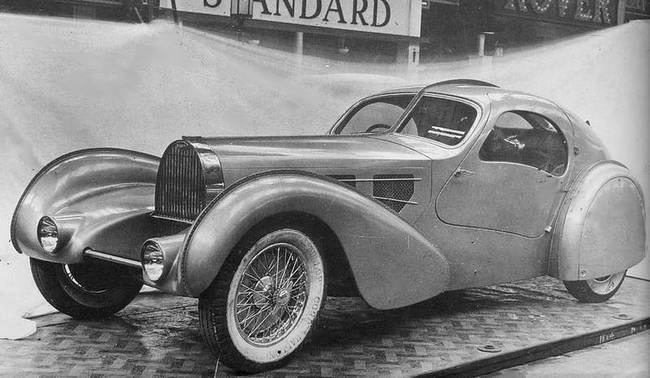
Bugatti Type 57 Aérolithe

La carrocería del Type 57SC Atlantic presentaba las fluidas líneas de un cupé con una pronunciada costura central desde la parte delantera hasta la parte trasera. Se basaba en el prototipo «Aérolithe» presentado en 1935 en los salones del automóvil de Londres y París. Al igual que el Type 59 Grand Prix, para fabricar los paneles de la carrocería del Aérolithe se usó Elektron (una aleación de magnesio) o duraluminio (una aleación de aluminio). Por lo tanto, los paneles de la carrocería estaban remachados externamente (debido a que era imposible soldarlos), creando la característica costura.
En la producción de los Atlantic (solo se fabricaron cuatro unidades) fue usado aluminio liso, pero se decidió mantener la costura central y las costuras de los guardabarros por estilo, las cuales le dieron la fama actual a este automóvil.
Mecánicamente, el Atlantic tiene una caja de cambios manual de cuatro velocidades y es propulsado por un motor de ocho cilindros en línea con 3.257 cc y una potencia de 210 CV. Es capaz de alcanzar una velocidad máxima de 210 km/h.
En el presente, solo se conservan tres unidades del Atlantic. La primera (chasis número 57374), propiedad del doctor Peter Williamson, fue vendida en mayo de 2010 en una subasta al Museo del Automóvil Mullin de Oxnard (California) por entre 30 y 40 millones de dólares. La segunda (chasis número 57473), fue objeto de varias restauraciones luego de su destrucción en un accidente de tránsito acaecido en 1955, y forma parte de una colección particular. La tercera (chasis número 57591), se encuentra en la colección del diseñador y empresario estadounidense Ralph Lauren. Con respecto a la unidad con número de chasis 57453 (conocida como La Voiture Noire), sería enviada en 1940 de Molsheim a Burdeos a bordo de un tren que nunca llegó a su destino (en un intento por protegerla de la agitación de la Segunda Guerra Mundial), desconociéndose su paradero desde entonces.

Bugatti Type 57SC Atlantic
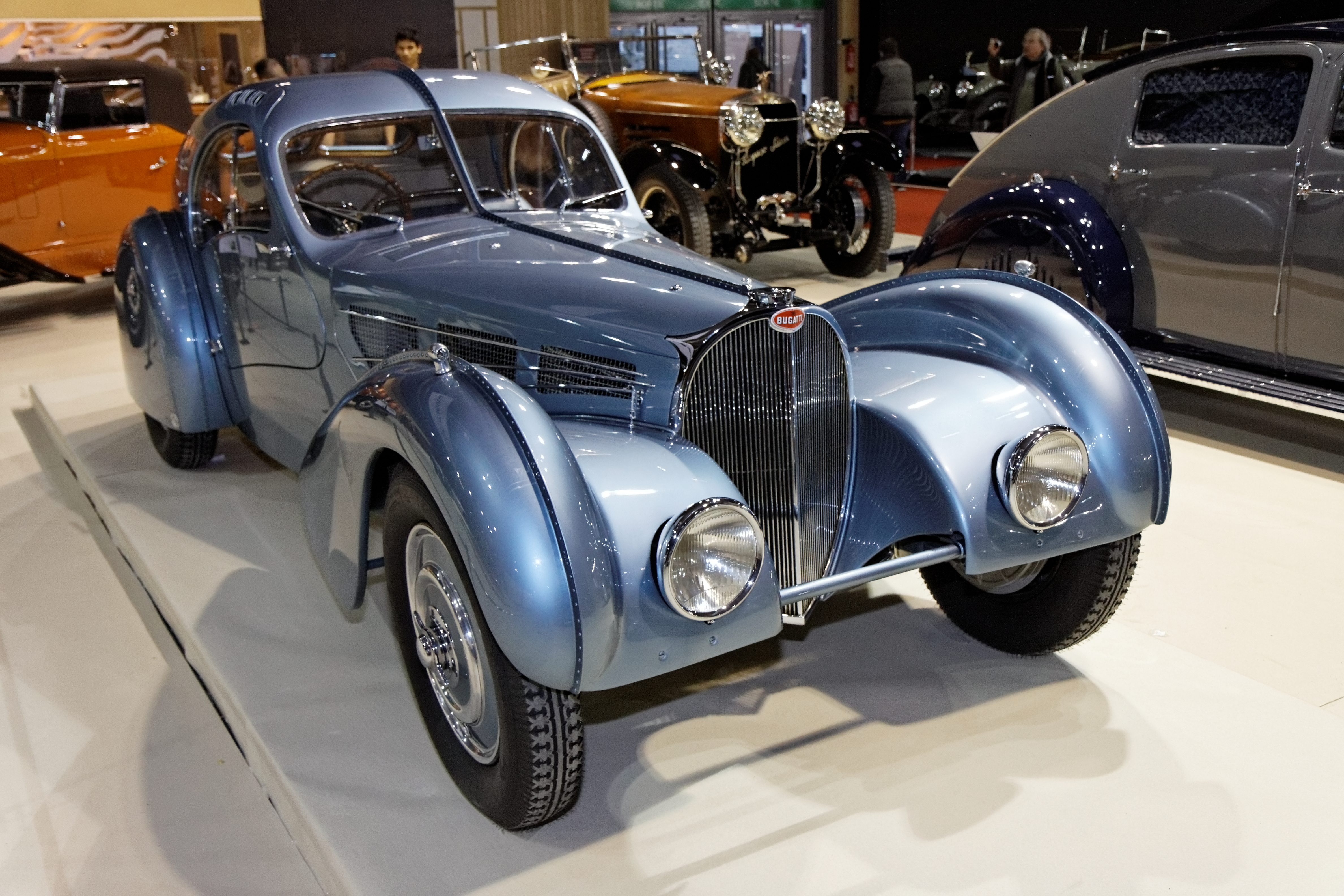
1er. Type 57SC Atlantic de 1936 (chasis no. 57374).
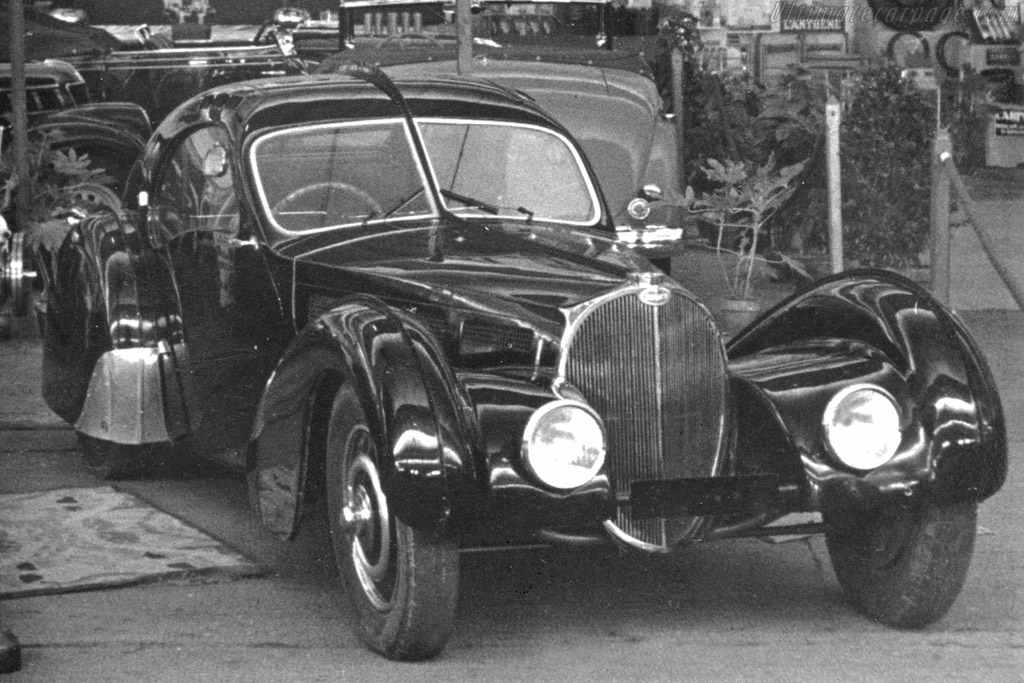
2do. Type 57SC Atlantic de 1936 (chasis no. 57453, desaparecido en 1940).
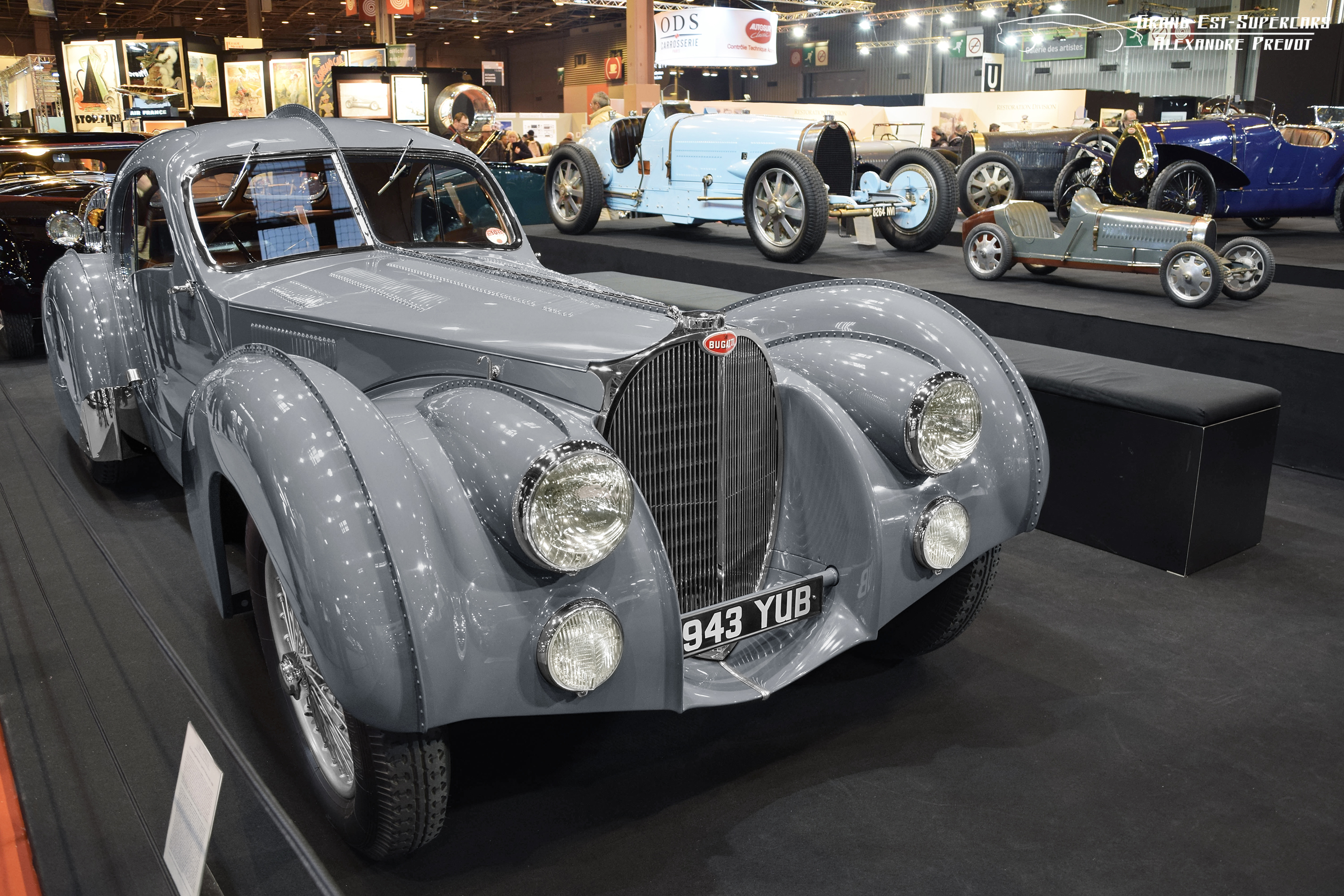
3er. Type 57SC Atlantic de 1936 (chasis no. 57473).
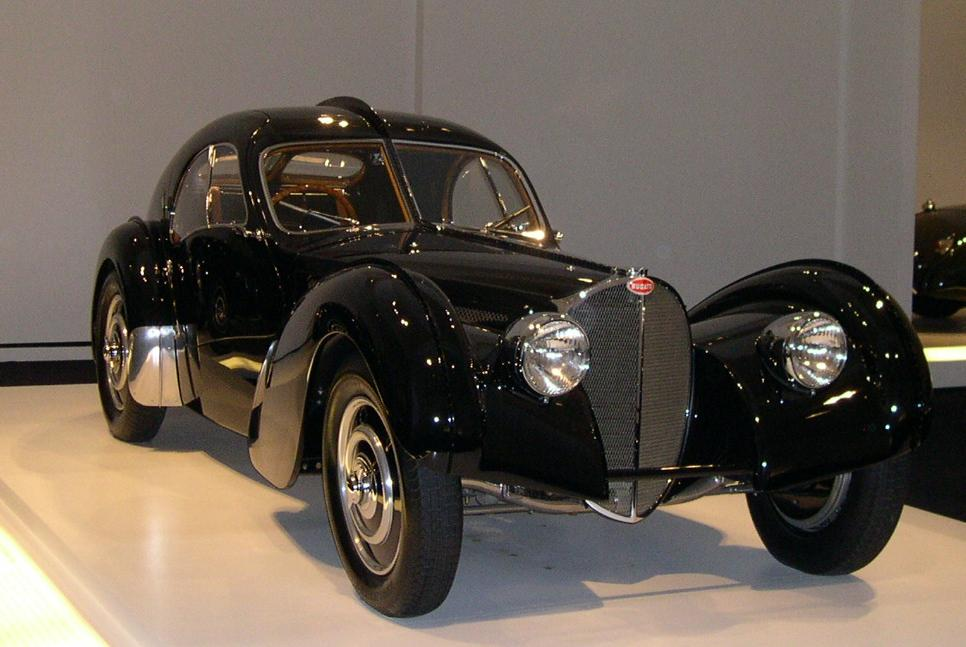
4to. Type 57SC Atlantic de 1938 (chasis no. 57591, propiedad de Ralph Lauren).

### Type 57G Tank

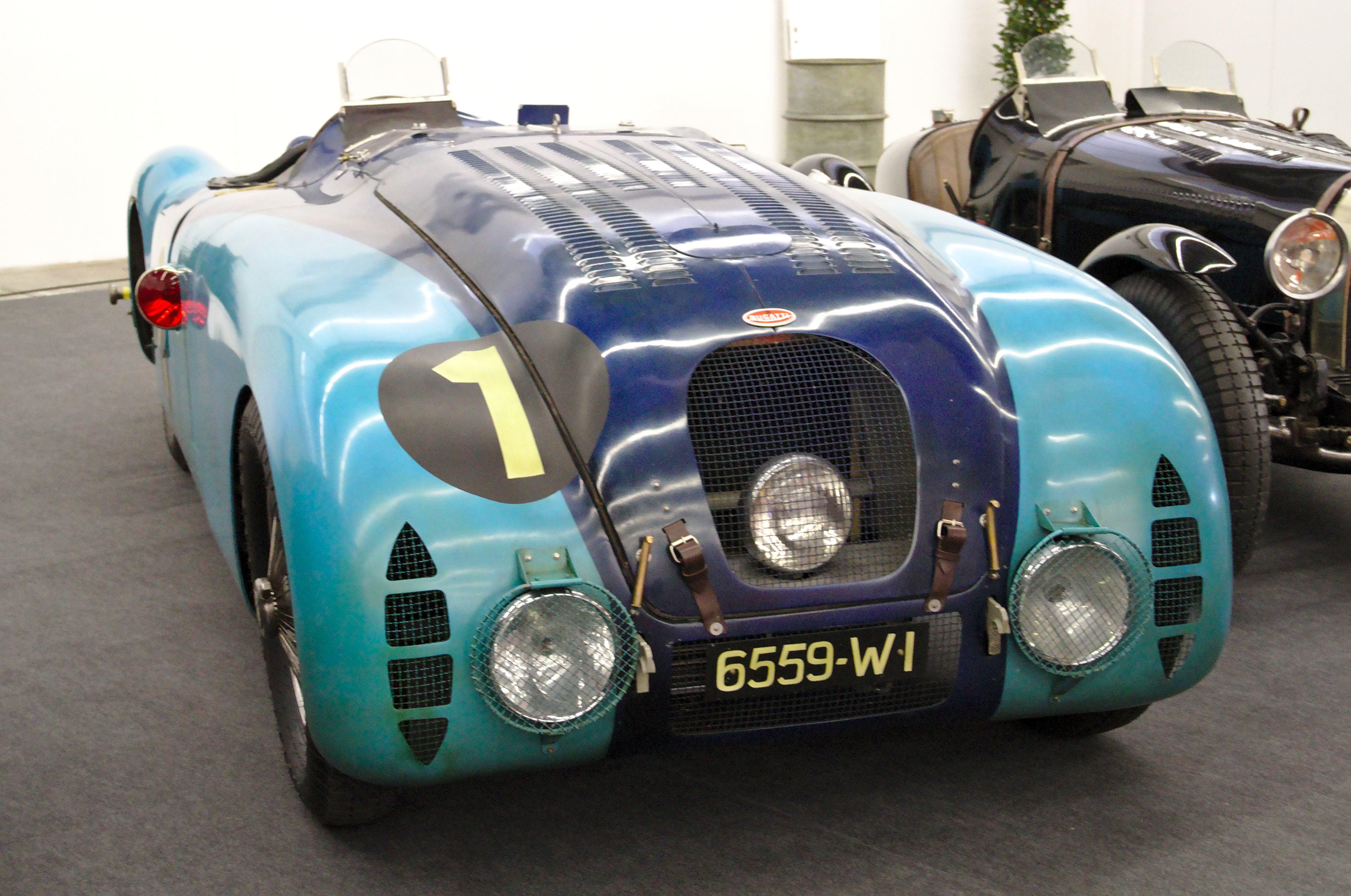
Bugatti Type 57G Tank

El Type 57G Tank era una versión de carreras basada en el Type 57S, que ganó el Gran Premio de Francia de 1936 y las 24 Horas de Le Mans de 1937. Fueron producidas tres unidades del Type 57G Tank. El número de serie 01, ganador de Le Mans, es expuesto en el Museo Automotriz de la Fundación Simeone en Filadelfia (Estados Unidos).

### Type 57S45
El Type 57S45 era una versión derivada del Type 57G Tank y construida sobre el chasis del Type 59. Se fabricaron dos unidades.

## Atalante

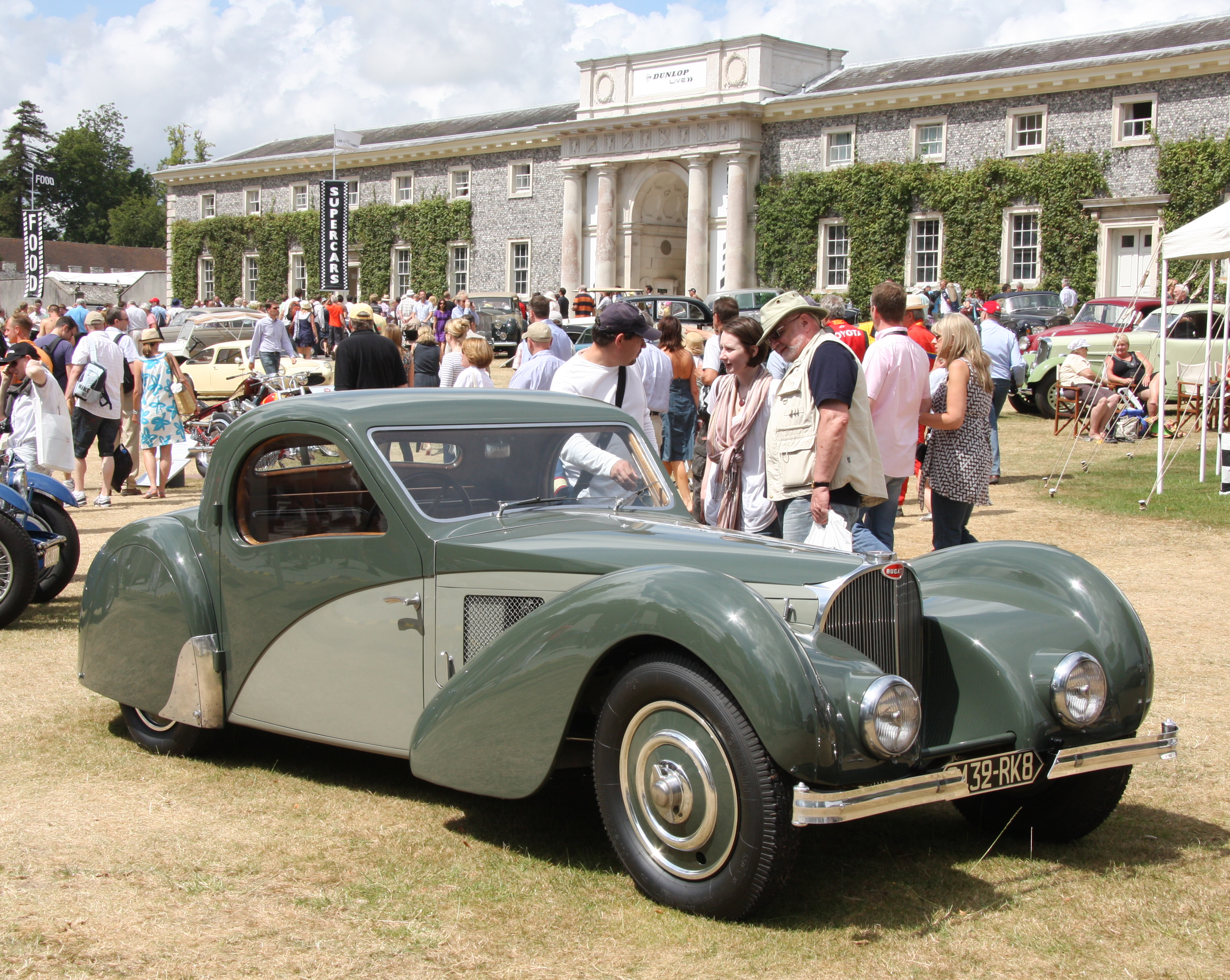
Bugatti Type 57SC Atalante

El Atalante era una versión con carrocería cupé de dos puertas parecida al Atlantic, construida sobre el Type 57 y el Type 57S, pero con un parabrisas de una sola pieza. Solo se fabricaron 17 unidades del Atalante, de las cuales cuatro se hallan en el museo Cité de l'Automobile en Mulhouse, Francia (anteriormente conocido como Musee Nationale de L'Automobile de Mulhouse). El nombre Atalante deriva de Atalanta, heroína de la mitología griega.

### Redescubrimiento de un Type 57S Atalante
En 2008 un Bugatti Type 57S Atalante del año 1937 y con el chasis número 57.502 fue descubierto en un garaje privado en Newcastle upon Tyne (Inglaterra), tras permanecer guardado y sin ser tocado durante 48 años, y siendo conocido únicamente por un reducido grupo de personas.
Este automóvil fue encargado a Bugatti por Francis Curzon, quinto Conde de Howe (1884-1964), y tras cambiar de propietario un par de veces, en 1955 fue vendido al doctor Harold Carr, quien lo condujo hasta 1960 y después lo guardó en su garaje, donde permaneció hasta que fue encontrado.
Este Atalante fue vendido por 3,4 millones de euros en una subasta en París el 7 de febrero de 2009.